# Alastor madecassus
Alastor madecassus är en stekelart som beskrevs av Giordani Soika 1991. Alastor madecassus ingår i släktet Alastor och familjen Eumenidae. Inga underarter finns listade i Catalogue of Life.